# سیارک ۱۸۰۳۲
سیارک ۱۸۰۳۲ (به انگلیسی: 18032 Geiss، نامگذاری:1999MG1) هجده هزار و سی و دومین سیارک کشف شده‌است که در ۲۰ ژوئن ۱۹۹۹ کشف شد.
قدر مطلق سیارک برابر ۳۰.۹ است.